# Пикетинское сельское поселение
Пикетинское се́льское поселе́ние — муниципальное образование в Марьяновском районе Омской области Российской Федерации.
Административный центр — село Пикетное.

## История
Статус и границы сельского поселения установлены Законом Омской области от 30 июля 2004 года № 548-ОЗ «О границах и статусе муниципальных образований Омской области».

## Население
| 2010 | 2011 | 2012 | 2013 | 2014 | 2015 | 2016 |
| ---- | ---- | ---- | ---- | ---- | ---- | ---- |
| 833  | ↘831 | ↘819 | ↘796 | ↗821 | ↗868 | ↗887 |
| 2017 | 2018 | 2019 | 2020 | 2021 | 2023 |      |
| ↘878 | ↘876 | ↘858 | ↘847 | ↘723 | ↘716 |      |

## Состав сельского поселения
| № | Населённый пункт    | Тип населённого пункта             | Население |
| - | ------------------- | ---------------------------------- | --------- |
| 1 | Пикетное            | село, административный центр       | ↗819      |
| 2 | Татьяновский        | железнодорожный остановочный пункт | 11        |
| 3 | Татьяновский Кордон | населённый пункт                   | 3         |